# Šimon Kananejský

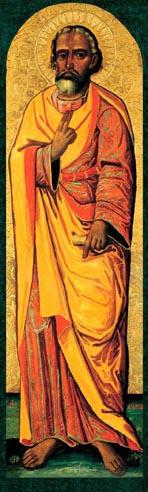
Ikona apoštola Šimona

Svatý Šimon Kananejský nazýván také Horlivec nebo Zélóta byl jedním ze dvanácti apoštolů Ježíše Krista. V seznamech apoštolů je uváděn pokaždé (srov. Mt 10,4; Mk 3,18; Lk 6,15; Sk 1,13). Zprávy, které o něm máme, nejsou početné.

## Písmo svaté
Šimon dostává ve čtyřech seznamech různé přídomky: zatímco Matouš a Marek ho nazývají „Kananejským“, Lukáš ho označuje za „Zélótu“ (= horlivce). Ve skutečnosti jsou si oba přídomky rovny, poněvadž znamenají totéž: v hebrejštině totiž sloveso קנא [kana] znamená „žárlit, horlit“ a může být řečeno jak o Bohu, tak o lidech, kteří jsou horliví sloužit Bohu s naprostou oddaností. Je tedy docela možné, že se tento Šimon, pokud přímo nepatřil k nacionalistickému hnutí Zélótů, vyznačoval se zanícenou horlivostí pro židovskou identitu, a tedy pro Boha, jeho lid a Boží Zákon. Mají-li se věci takto, potom je Šimon pravým opakem Matouše, jenž jako celník pocházel z prostředí pokládaného za zcela nečisté. Je to jasné znamení toho, že Ježíš bez jakýchkoli zábran povolává své učedníky z nejrůznějších sociálních i náboženských vrstev.

## Legendy a tradice
Podobně jako několik dalších apoštolů se i svatý Šimon vytrácí z historie po Seslání Ducha svatého. Existují různé nejisté legendy o jeho kázání evangelia a mučednické smrti.
Podle starobylého podání (u Pseudo – Abdia) působil společně s apoštolem svatým Judou Tadeášem 13 let v Arménii a v Persii, kde nakonec oba spolu podstoupili mučednickou smrt. Šimon byl podle podání ukřižován a na kříži rozřezán pilou. Právě proto bývá pila nejčastěji zobrazovaným atributem svatého Šimona.
Západní tradice, Římský misál a martyrologium hovoří, že nejprve působil v Egyptě a potom se v Mezopotámii připojil k svatému Judovi a spolu odešli do Persie, kde byli umučeni ve městě Sufiana (nebo Siana). Tato tradice datovaná do 6. století má ale o něco hlubší kořeny.
Podle jiné verze měl být popraven ve městě Edessa, většina pramenů však hovoří o Persii.

## Atributy a zobrazování
Krom již zmíněné pily mezi jeho atributy patří také krátký meč, kterým byl podle Zlaté legendy dosekaný na smrt pohanskými kněžími. Vyskytuje se však i sekera, kyj a také kříž, kniha nebo svitek. Bývá zobrazován i spolu se svatým Judou Tadeášem.

## Patronace
Svatý Šimon je patronem především dřevorubců (kvůli pile), ale také barvířů, koželuhů, tkalců, zedníků.
Na Východě se jeho svátek slaví 1. července, tedy v den, kdy se traduje jeho smrt. Na Západě se uctívá společně se svatým Judou 28. října, což pravděpodobně znamená den, kdy byly jejich ostatky přeneseny do Chrámu Sv. Petra v Římě.